# ما مبارز هستیم
«ما مبارز هستیم» (به انگلیسی: We Are Warriors) ترانه‌ای از خواننده کانادایی آوریل لوین است که در تاریخ ۲۴ آوریل ۲۰۲۰ برای بارگیری دیجیتال توسط BMG منتشر شد. بعد از ضبط مجدد آهنگ (در ابتدا با عنوان «جنگجو») از ششمین آلبوم استودیویی خود سر بر روی آب (۲۰۱۹)، لوین این آهنگ را به عنوان یک ترانه خیریه برای حمایت از پروژه امید در دنیاگیری کروناویروس منتشر کرد.

## زمینه
ترانه اصلی با عنوان «جنگجو» به عنوان آخرین آهنگ سر بر روی آب منتشر شد و طبق گفته لوین، به عنوان «یکی از اولین آهنگ‌هایی که پس از سر بر روی آب برای این آلبوم نوشتم. آن‌ها هر دو درمورد سلامتی هستند که من هر روز به آن ادامه می‌دهم.» در ادامه «امیدوارم آهنگ‌های من به شما در یافتن قدرت کمک کنند.»

## تاریخ انتشار
| منطقه | زمان          | قالب                  | ناشر   | م.    |
| ----- | ------------- | --------------------- | ------ | ----- |
| جهانی | ۲۴ آوریل ۲۰۲۰ | دانلود دیجیتال استریم | بی‌ام‌جی | [ ۳ ] |